# Kara, Kara
Kara, Kara ist ein Lied der australischen Popband New World, das sowohl in englischer als auch in einer deutschsprachigen Version erschien. In Deutschland erlangte das Stück auch in der deutschsprachigen Coverversion Immer wenn ich Josy seh’ von Peter Orloff größere Bekanntheit.

## Entstehung und Veröffentlichung

### Originalversion
Geschrieben wurde das Lied vom australischen Singer-Songwriter- und Musikproduzenten-Duo Chinn–Chapman, bestehend aus Mike Chapman und Nicky Chinn. Die Produktion tätigte der englische Musikproduzent Mickie Most. Arrangiert wurde Kara, Kara unter der Leitung von Phil Dennys.
Die Erstveröffentlichung von Kara, Kara erfolgte als 7″-Single im Vereinigten Königreich, unter dem britischen Musiklabel RAK Records (Katalog: RAK 123) am 29. Oktober 1971. Als B-Seite enthält die Single das Lied Lord of the Dance. Auf der Coverbild der Single ist die Frontansicht eines Segelbootes auf See zu sehen. In Deutschland erschien die gleiche Singleausführung unter dem Musiklabel Columbia Records im Dezember 1971 (Katalog: 1C 006-93 065). Die einzige Änderung, die im Vergleich zur britischen Ausführung erfolgte, ist das Coverbild. Auf der deutschen Version ist – neben Künstlernamen und Liedtitel – ein rotes Bandporträt zu sehen. In der Heimat von New World erschien die Originalsingle erst über ein Jahr nach der Erstveröffentlichung am 2. Dezember 1972, unter dem Musiklabel Columbia Records (Katalog: DO-9740). Der Vertrieb erfolgte durch Chinnichap Publishing und RAK Publishing. Hierbei handelt es sich um eine reine Singleveröffentlichung, das Lied erschien erstmals 1996 auf einem album der Band. Es erschien erstmals auf der Kompilation The Best of New World.

### Deutschsprachige Version
Am 17. Januar 1972 erschien in Deutschland, ebenfalls unter Columbia Records sowie unter EMI, eine deutschsprachige Version des Titels als 7″-Single (Katalog: 1C 006-93 269). Als B-Seite beinhaltet die Single das Stück Lay Me Down. Das dazugehörige, blau gehaltene Coverbild zeigt die drei Bandmitglieder in einer Reihe hintereinander stehend von der Seite, die jeweils eine akustische Gitarre auf den Schultern tragen. Der Text zu dieser deutschsprachigen Version stammt von Kurt Feltz, produziert wurde sie von Peter Orloff.

## Inhalt
Der Liedtext zu Kara, Kara ist im Original in englischer Sprache verfasst. Die Musik und der Text wurden gemeinsam von Mike Chapman und Nicky Chinn geschrieben beziehungsweise komponiert. Eine deutschsprachige Adoption wurde von Chapman–Chinn komponiert, der Text stammt von Kurt Feltz. Musikalisch bewegt sich das Lied im Bereich des Pop-Rocks, Softrocks und Vocals. Das Tempo beträgt 107 Schläge pro Minute.
Aufgebaut ist das Lied auf drei Strophen, einem Refrain sowie eine Bridge. Das Lied beginnt mit der ersten Strophe auf die direkt der Refrain folgt. Der gleiche Vorgang wiederholt sich mit der zweiten Strophe. Nach dem zweiten Refrain folgt eine Bridge sowie erneut der Refrain. Nach dem dritten Refrain erfolgt eine dritte Strophe, ehe das Lied mit dem vierten und letzten Refrain endet.
| “Kara, Kara, Kimbiay. The stars will guide me on my way. Kara, Kara, Kara, Kimbiay. Kara, Kara wait for me. When I return across the sea. Kara, Kara, I’ll be back to stay.” – Refrain, Originalauszug | „Kara, Kara, Kimbiay. Wir beide sagten bald adieu. Kara, Kara, Kara, Kimbiay. Kara, Kara, Kimbiay. Der Abschied tat so weh, so weh. Die See, die sang ihr Lied, aloe-ahe.“ – Refrain, Deutsche Fassung |

## Mitwirkende
| Liedproduktion - Mike Chapman: Komponist, Liedtexter (Englisch) - Nicky Chinn: Komponist, Liedtexter (Englisch) - Phil Dennys: Arrangement - Kurt Feltz: Liedtexter (Deutsch) - Mickie Most: Musikproduzent (Englisch) - Peter Orloff: Musikproduzent (Deutsch) | Unternehmen - Chinnichap Publishing: Vertrieb - Columbia Records: Musiklabel - EMI: Musiklabel - RAK Publishing: Vertrieb - RAK Records: Musiklabel |

## Chartplatzierungen
Kara, Kara erreichte in Deutschland Position 31 der Singlecharts und konnte sich insgesamt sieben Wochen in den Charts halten. Im Vereinigten Königreich erreichte die Single Position 17 und hielt sich insgesamt 13 Wochen in der Hitparade. Für New World war dies nach Rose Garden und Tom Tom Turnaround der dritte Charterfolg im Vereinigten Königreich sowie nach Tom Tom Turnaround der zweite Charterfolg in den deutschen Singlecharts. Das Produzentenduo Chinn–Chapman erreichte in seiner Autorenfunktion mit Kara, Kara zum fünften Mal die deutschen Singlecharts. Für Most als Produzent stellt Kara, Kara den 26. Charterfolg in Deutschland dar.
| ChartsChartplatzierungen     | Höchstplatzierung | Wochen |
| ---------------------------- | ----------------- | ------ |
| Deutschland (GfK)            | 31 (7 Wo.)        | 7      |
| Vereinigtes Königreich (OCC) | 17 (13 Wo.)       | 13     |

## Coverversionen

### Peter Orloff –Immer wenn ich Josy seh’

#### Entstehung und Veröffentlichung
Bei Immer wenn ich Josy seh’ handelt es sich um eine deutschsprachige Neuaufnahme von Peter Orloff, des Originals Kara, Kara aus dem Jahr 1971. Die Komposition von Chinn–Chapman blieb hierbei unverändert, sie wurde lediglich durch Wilfried Grünberg neu arrangiert. Der Liedtext wurde von Orloff selbst neu verfasst. Darüber hinaus zeichnete Orloff auch als Produzent der Neuaufnahme verantwortlich. Das Lied erschien als Teil von Orloffs zehntem gleichnamigen Studioalbum sowie als 7″-Single. Die Single erschien unter Orloffs eigenem Musiklabel Aladin Records im Juni 1978 (Katalog: 1 C 006-32 870). Als B-Seite findet sich das Lied Blue Baby Belinda auf der Single wieder. Auf dem Frontcover ist lediglich – neben Künstlernamen und Liedtitel – ein Porträt von Orloff zu sehen. Auf der Rückseite findet sich ein Werbeaufdruck zur Deutschen Schlager-Rallye wieder. Um das Lied zu bewerben, erfolgten unter anderem drei Liveauftritte in den ZDF-Musikshow ZDF-Hitparade sowie ein Liveauftritt in der ZDF-Musikshow disco am 2. Oktober 1978.

„Immer wenn ich Josy seh’,

wenn ich ihr gegenübersteh’,

schau’n mich ihre Augen fragend an.
Immer wenn ich Josy seh’,

dann weiss ich, dass ich nie versteh’,

wie eine Nacht ein Leben ändern kann.“

#### Rezeption
Immer wenn ich Josy seh’ konnte einige Erfolge in der ZDF-Hitparade für sich verbuchen, was dazu führte, dass Orloff insgesamt drei Mal mit dem Lied in der Sendung auftrat. In der 107. Folge vom 24. Juli 1978 platzierte sich das Lied auf Position 18. In der nächsten Ausgabe vom 21. August 1978 kletterte das Lied auf Position 13 und Orloff trat erstmals live in der Sendung auf. In der 109. Folge vom 18. September 1978 stieg das Lied weiter und platzierte sich auf Position sieben. Hierbei kam es erneut zu einem Liveauftritt Orloffs. Einen Monat später erreichte der Titel seinen Höhepunkt mit Position fünf, Orloff trat zum dritten und letzten Mal live am 16. Oktober 1978 auf. In der 111. Folge vom 13. November 1978 platzierte sich Immer wenn ich Josy seh’ auf Position neun. In der Dezemberausgabe vom 11. Dezember 1978 platzierte sich das Lied zum sechsten und letzten Mal in der ZDF-Hitparade und erreichte hierbei Position 14. Abseits des Erfolges in der ZDF-Hitparade konnte sich der Titel auch an der Spitzenposition der Bravo-Musikbox im Jahr 1979 platzieren.

#### Chartplatzierungen
Die Single erreichte in Deutschland Position 23 der Single-Charts und konnte sich insgesamt 17 Wochen in den Charts halten. Orloff erreichte hiermit zum 14. Mal die deutschen Single-Charts als Interpret, als Autor ist es sein 30. Charterfolg und als Musikproduzent sein 28. Charterfolg in Deutschland. Chapmann erreichte in seiner Autorentätigkeit zum 52. Mal die deutschen Charts; Chinn zum 50. Mal.
| ChartsChartplatzierungen | Höchstplatzierung | Wochen |
| ------------------------ | ----------------- | ------ |
| Deutschland (GfK)        | 23 (17 Wo.)       | 17     |

### Weitere Coverversionen
- 1972: Poul Bundgaard, der dänische Operettensänger veröffentlichte eine dänische Version des Stückes als 7″-Single, mit der B-Seite Jeg tror på kærligheden (Ich glaube an die Liebe). Der Text stammt von Keld Heick.[21]
- 1977: Lucille Moss, die Sängerin veröffentlichte eine Coverversion des Titels als Single.[22]
- 1978: Orchester Udo Reichel, der deutsche Kapellmeister Udo Reichel nahm eine Coverversion zu Immer wenn ich Josy seh’ für sein Studioalbum Europa Hitparade 30 auf.[23]
- 2021: Andy Borg mit Peter Orloff, der österreichische Schlagersänger Borg nahm das Lied zusammen mit Orloff für sein Duettalbum Schlager-Spaß mit Andy Borg – Die Zweite – Meine Lieblingslieder im Duett auf.[24]